# Ульссон, Каролина
Каролина Ульссон (швед. Karolina Olsson; 29 октября 1861 года — 5 апреля 1950 года) — жительница Швеции, которая, предположительно, оставалась в состоянии беспробудного сна с 1876 по 1908 год (то есть проспала 32 года). Считается, что это самое долгое время, когда кто-либо жил таким образом, а затем проснулся без каких-либо остаточных симптомов.
Историю Ульссон освещали только СМИ и неспециализированные издания, её никогда не исследовали сомнологи. По другой версии, сон Ульссон завершился гораздо раньше 1908 года, просто её семья это скрывала. Психиатр Стокгольмской больницы Харальд Фрёдерстрём также отмечал, что некоторые детали рассказанной истории невозможны.

## Биография
Ульссон родилась на шведском острове Окнё в многодетной семье. 18 февраля 1876 года в возрасте 14 лет она, возвращаясь домой из школы, поскользнулась на улице и упала, сильно ударившись головой. Девочка быстро пришла в себя, лишь 22 февраля она пожаловалась на зубную боль. Затем она легла спать и после этого не просыпалась.
Её отец был рыбаком и не мог оплатить услуги врача для дочери, вместо этого семья полагалась на советы друзей и знакомой акушерки. Мать насильно кормила дочь молоком и сладкой водой. В итоге девушку всё-таки осмотрел врач, но не смог разбудить и предположил, что она находится в коме. Затем продолжал навещать её в течение года, после чего через СМИ обратился к своим коллегам с просьбой помочь разобраться в диагнозе. Ульссон посетили врачи, которые отметили, что её волосы и ногти перестали расти. Её семья сообщила, что Каролина иногда садилась и «бормотала молитвы, которые она выучила наизусть в детстве».
В июле 1892 года Ульссон была госпитализирована, для её пробуждения использовалась электросудорожная терапия. В августе Ульссон вернулась домой, врачи не пришли к какому-либо единому мнению о её состоянии. В течение всего времени, пока она спала, Ульссон вливали два стакана молока каждый день. Её мать умерла в 1904 году, после чего горничная продолжала заботиться об Ульссон и домашнем хозяйстве. Ульссон не прикасалась к еде, которую получала за годы, проведённые в постели, и горничная семьи никогда не слышала, как она разговаривает. Харальд Фрёдерстрём считал, что мать и дочь скрывали тайну о происходящем даже от других членов семьи, а Ульссон, очевидно, отправляла естественные надобности.
Ульссон проснулась 3 апреля 1908 года, через 32 года и 42 дня. Горничная нашла её плачущей и прыгающей на полу. Когда прибыли её братья, она их не узнала. Она была очень худой и бледной, и в первые дни была слаба и с трудом говорила. Ульссон могла читать и писать и помнила всё, что выучила перед сном. Репортёры со всей Европы и США приезжали на Окнё, чтобы взять у неё интервью, поэтому она и её семья сменили место жительства, чтобы избежать внимания прессы. Ульссон прошла психиатрическое обследование в Стокгольме, и было обнаружено, что она полностью владеет теми способностями, которыми она обладала до того, как заснула. В 46 лет она выглядела не старше 25 лет.
Природа её сна так и осталась неразгаданной. Каролина Ольссон умерла в 1950 году в возрасте 88 лет.